# Morken (Kreis Heiligenbeil)
Morken ist eine Wüstung im Kreis Heiligenbeil in Ostpreußen. Die frühere Ortsstelle befindet sich heute im Rajon Gurjewsk (Bereich Neuhausen) in der russischen Oblast Kaliningrad (Gebiet Königsberg (Preußen)).

## Geographische Lage
Die Ortsstelle Morkens lieg im Westen der Oblast Kaliningrad, 30 Kilometer nordöstlich der früheren Kreisstadt Heiligenbeil (russisch Mamonowo) bzw. 25 Kilometer südwestlich der heutigen Rajonshauptstadt Gurjewsk (deutsch Neuhausen).

## Geschichte
1528 ist das Jahr der ersten urkundlichen Erwähnung von Morcken, das sich ab der Zeit vor 1785 als Morken schrieb. Als Vorwerk gehörte es bis 1928 zum Gutsdorf Kamnicken im ostpreußischen Kreis Heiligenbeil im Regierungsbezirk Königsberg. Als am 30. September 1928 Kamnicken in die Landgemeinde Schoyschen (1938 bis 1945 Schoschen) eingegliedert wurde, wurde Morken ein Wohnplatz eben dieser Gemeinde.
Als 1945 in Kriegsfolge das gesamte nördliche Ostpreußen an die Sowjetunion abgetreten wurde, betraf es auch Morken. Allerdings verliert sich dabei seine Spur und wird weder in Bezug auf eine russische Namensgebung noch auf eine Zuordnung zu einem Dorfsowjet erwähnt. Der Ort gilt heute als untergegangen. Seine Ortsstelle gehört jetzt zum Rajon Gurjewsk in der Oblast Kaliningrad der Russischen Föderation.

## Religion
Bis 1945 war Morken in das evangelische Kirchspiel der Kirche Brandenburg (Frisches Haff) (russisch Uschakowo) in der Kirchenprovinz Ostpreußen der Kirche der Altpreußischen Union eingegliedert.

## Verkehr
Zu der kaum noch wahrnehmbaren Ortsstelle Morkens führt eine Landwegverbindung von der  Ortsstelle Schoyschen (1938 bis 1945 Schoschen) aus.